# 窄尾褶鮡
窄尾褶鮡，為輻鰭魚綱鯰形目鮡科的其中一種，為熱帶淡水魚類，分布於亞洲中國龍川江流域，體長可達18公分，棲息在底層水域，生活習性不明。

## 扩展阅读
維基物種上的相關：窄尾褶鮡